# Pirdop
Pirdop (Bulgaars: Пирдоп) is een kleine stad en een gemeente in de Bulgaarse oblast Sofia. De stad Pirdop ligt ongeveer 69 kilometer ten oosten van Sofia.

## Geografie
De gemeente ligt in het oostelijke deel van de oblast Sofia. Met een oppervlakte van 152,435 vierkante kilometer is het de zestiende van de 22 gemeenten van de oblast, ofwel 2,15% van de oppervlakte. De grenzen zijn als volgt:
- in het noorden - gemeente Teteven, oblast Lovetsj;
- in het oosten - gemeente Anton;
- in het zuidoosten - gemeente Koprivsjtitsa;
- in het zuiden - gemeente Panagjoerisjte, oblast Pazardzjik;
- in het westen - gemeente Zlatitsa.

## Bevolking
Op 31 december 2020 telde de stad Pirdop 6.496 inwoners, terwijl de gemeente Pirdop, inclusief het dorp Doesjantsi (Душанци), 7.192 inwoners had.

### Religie

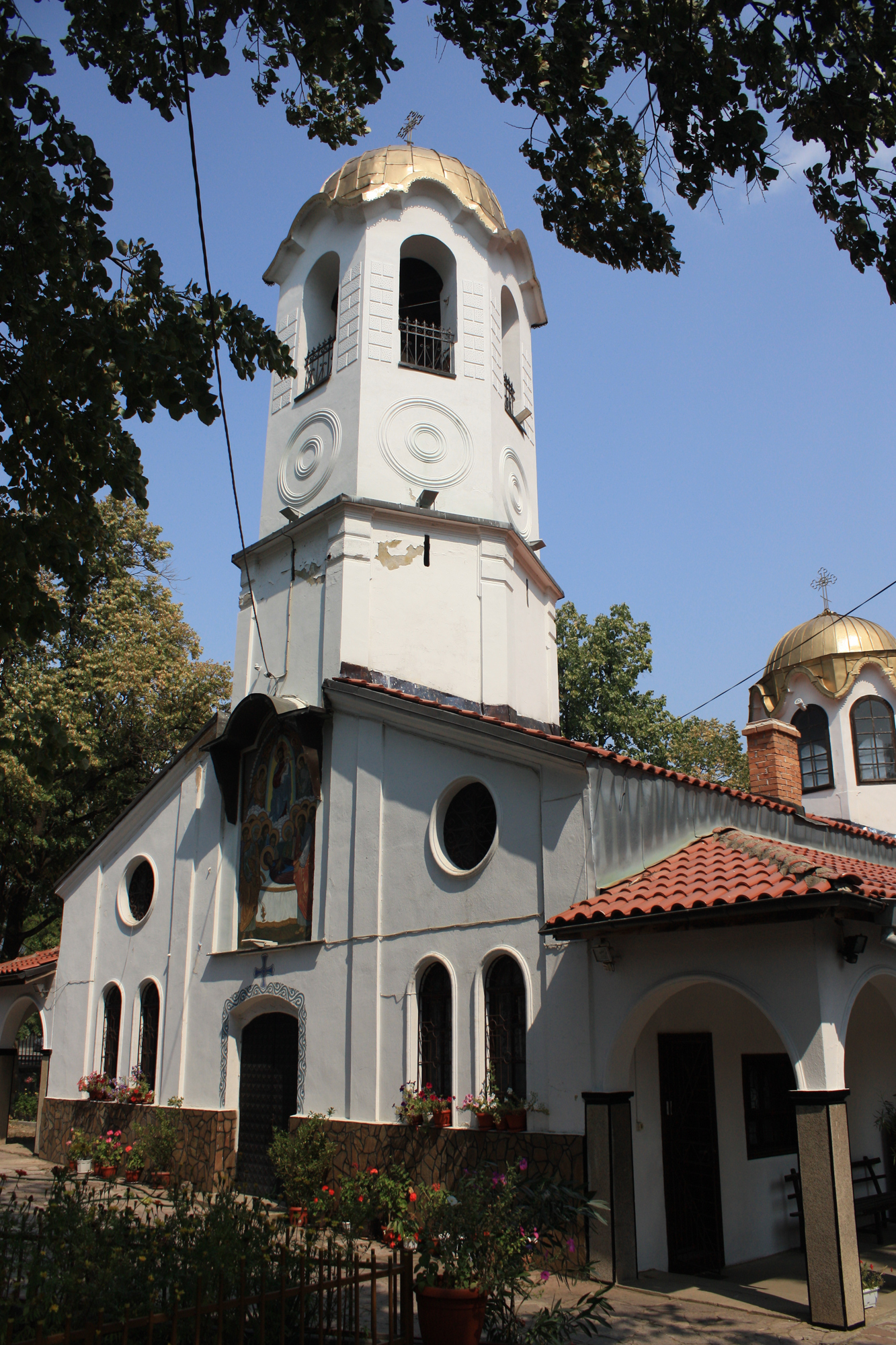
De Orthodoxe Kerk in Pirdop

Een overgrote meerderheid van de bevolking is christelijk. De Bulgaars-Orthodoxe Kerk heeft de grootste aanhang (bijna 90% van de ondervraagden). Verder leven er kleine aantallen protestanten, vooral onder de etnische Roma. De rest van de bevolking heeft geen religieuze overtuiging (gespecificeerd).
| Religieuze samenstelling in februari 2011 | Religieuze samenstelling in februari 2011 | Religieuze samenstelling in februari 2011 | Religieuze samenstelling in februari 2011 | Religieuze samenstelling in februari 2011 |
| ----------------------------------------- | ----------------------------------------- | ----------------------------------------- | ----------------------------------------- | ----------------------------------------- |
|                                           |                                           |                                           |                                           |                                           |
| Bulgaars-Orthodoxe Kerk                   | Bulgaars-Orthodoxe Kerk                   |                                           | 89,46%                                    | 89,46%                                    |
| Katholieke Kerk                           | Katholieke Kerk                           |                                           | 0,23%                                     | 0,23%                                     |
| Protestantisme                            | Protestantisme                            |                                           | 1,22%                                     | 1,22%                                     |
| Islam                                     | Islam                                     |                                           | 0,26%                                     | 0,26%                                     |
| Geen                                      | Geen                                      |                                           | 4,48%                                     | 4,48%                                     |
| Anders/ Onbekend                          | Anders/ Onbekend                          |                                           | 4,35%                                     | 4,35%                                     |